# Porphyrinia himmighoffeni
Porphyrinia himmighoffeni är en fjärilsart som beskrevs av Miller 1868. Porphyrinia himmighoffeni ingår i släktet Porphyrinia och familjen nattflyn. Inga underarter finns listade i Catalogue of Life.